# Gare de Tahara
La gare de Tahara (田原駅, Taharaeki) est une gare ferroviaire localisée dans la ville de Kasai, dans la préfecture de Hyōgo au Japon. La gare est exploitée par la compagnie Hōjō Railway,sur la ligne Hōjō .

## Disposition des quais
La gare de Tahara est une gare disposant d'un quai et d'une voie.

| N° de voie | Ligne  | Direction    |
| ---------- | ------ | ------------ |
| 1          | ▆ Hōjō | Ao/Hōjōmachi |

## Gares/Stations adjacentes
| Direction Ao | Ligne Hōjō | Ligne Hōjō | Ligne Hōjō | Direction Hōjōmachi |
| Abiki        |            | Local 普通 |            | Hokkeguchi          |